# Liste der Sieger im Beachhandball bei den Südamerikanischen Jugendspielen
Die Liste der Sieger im Beachhandball bei den Südamerikanischen Jugendspielen verzeichnet alle Medaillengewinner dieses Wettbewerbs.

## Siegerinnen
| Jahr | Gold | Silber | Bronze |
| ---- | --- | --- | --- |
| 2022 | ArgentinienMagali Alfredi Agostina Arcajo Florencia Gallo Selena Maitini Juana Medina Alma Molina Constanza Suarez Aylin Ursino | BrasilienMaria Fernanda Barbosa Rotondaro Letícia Costa Silva Júlia Gomes da Silva Ermida Nunes Lívia Mussatto Thaís Petrucci Negócio Montenegro Mariana Rocco dos Santos Lavínia Soares de Lima Beatriz Spena Machado | UruguayGiuliana Caligari Herbin María Federica Durán Ferreira Victoria Liguori Calvento María Mercedes Ogando Taramasco Clementina Piñeyro Clavijo Maria Josefina Rabosta Carpentieri Ainara Sagardoy Irigoyen Maia Sena Varela |

## Sieger
| Jahr | Gold | Silber | Bronze |
| ---- | --- | --- | --- |
| 2022 | ArgentinienFacundo Sanchez Burgardt Giovanni Brunetta Facundo Dolce Juan Gull Joaquín Mauch Juan Manuel Ramirez Ezequiel Rozitchner Valentín Zocco | BrasilienKaike Batista Machado Matheus Costa Morigi Ricardo Adriel Duarte de Oliveira Conceição João Antônio Evangelista Teixeira Vital João Matheus Freitas Felix Gustavo Morais Pereira Pedro Santana Raposo Kauã da Silva Calcanho | VenezuelaAlejandro David Aparicio Aguiar Julio Cesar Garcia Mujica Jesus Anibal Hernandez Suarez Samuel Antonio Pacheo Dorante Daniel Alejandro Peña Terán Jose Gregorio Slazar Gonzalez Carlos Abdiel Suarez Dorante Wilmer Rafael Toledo Rondón |